# 金井美香
金井美香（日语： Kanai Mika，1964年3月18日—），出生於東京都，是日本聲優、電台節目主持人、播音員。從屬於賢Production。前夫為同樣從事聲優的山寺宏一。母親亦為名聲優及播音演員田上和枝。
代表作有娃娃（金魚注意報）、蜜瓜麵包超人（麵包超人）、蒂法·安迪爾（機動新世紀GUNDAM X）、香草·亞修（銀河天使）、北條沙都子（暮蟬悲鳴時）。

## 人物
- 出生於父親是在「劇團青年座」擔任演出家的，母親是在以聲優演出過的田上和枝的演劇一家。還是嬰兒時演員西田敏行曾幫她換過尿布。
- 高中2年級時，曾到英國寄居家庭過。
- 成為聲優前，家族一起到烤肉店，向店員大聲要求換冷水後，東西卻送到隔壁桌小孩的地方去。
- 以幼女聲音聞名。與聲優的興梠里美聲音相近也相當有名。
- 多飾演潑辣而年齡層較低的活潑少女，然而在《機動新世紀鋼彈X》裡的蒂法曰無口系神秘少女，或《銀河天使》裡ノーマッド偏毒舌角色也飾演過，因此展露出她演技的多樣性。
- 聲優界第一的揉乳嗜好家，可說是每見到女性聲優必定會揉乳。在廣播等處不時將掛在嘴邊。另在同節目的Web版結束的前幾回裡偷偷設立專欄，曾發表個人自豪的戰績。其行為被隸屬於的後輩們（生天目仁美等人）繼承了下來。
- 也是2005年組成的男性聲優團體「Revolver」的製作，成員有森訓久、梯篤司、宮下榮治、泰勇氣、勝杏里、增川洋一。
- 前夫為聲優的山寺宏一。兩人於1993年5月23日結婚，在2006年離婚。

## 演出作品
※主要角色以粗體顯示

### 電視動畫
1989年
- ビリ犬（日语：比利犬）（山本美琪）
- 麵包超人（波蘿麵包超人）
- 城市獵人3（少女）※第5話

1990年
- 小俏妞
- 三眼神童（由美）

1991年
- 動畫秘密花園（傑基·索爾比、詹姆斯·索爾比、菲利浦·索爾比）
- 金魚注意報（娃娃）
- 我與我 兩個綠蒂（楚德）
- 黑色推銷員
- 少年阿貝（日语：少年アシベ）（真央、呸呸呸·索蘭阿列馬、鱶田）

1992年
- 妙廚老爹（吉永早苗）
- 美少女戰士系列（白鳥蜜柑 ※第七集）
- 櫻桃小丸子（戶川老師的太太）
- 亂馬1/2（熊貓 ※熱闘編 第107集）

1993年
- 蠟筆小新（美女、女孩子、優華、裕花、帕拉蹦〈小新超人〉）
- 忍者亂太郎（阿國）
- 哆啦A夢(大山羨代版)（星野堇）

1994年
- 振作一下（相川惠理）
- 咕嚕咕嚕魔法陣（曹利）
- 魔天戰神（弟橘媛）
- 哆啦A夢(大山羨代版)（好朋友機器人羅拉）
- 幽遊白書（流石、刃霧要的妹妹）

1995年
- 忍空（夏子）
- 愛天使傳說（睡衣魔）

1996年
- 寶寶與我（藤井一加）
- 怪盜聖少女（仙道真珠）
- 機動新世紀鋼彈X（蒂法·安迪爾）
- 逮捕令（美香（第21話））
- 哆啦A夢(大山羨代版)（加奈）

1997年
- 無家可歸的孩子蕾米（麗絲）
- 吸血姬美夕（死無）
- IQ博士（重制版）（查比）
- 神奇寶貝（胖丁）
- 小豬萬萬歲（晴天小豬、小綾、鍋神的媽媽、雪女）

1998年
- 甜蜜小天使第3期（嬰兒）
- 夢幻拉拉（二木飛鳥）

1999年
- 金田一少年之事件簿（二宮水穗）
- 宇宙戰艦山本洋子（洛特）

2000年
- 六門天外（比基那）

2001年
- 銀河天使系列（香草·亞修、諾曼德）
- 蒙面猫侠（咪兒〈第2代〉）
- 布布恰恰（布布小雞）

2002年
- 外星人寶寶（山村橘子（或譯山村蜜柑））

2003年
- 妮嘉尋親記（露卡）
- 原子小金剛（電光）
- 魔法少年賈修（羅普斯）
- WOLF'S RAIN（少女、錬金術師A）
- 人生交叉點（太郎）
- 名偵探柯南（朱美）
- 花田少年史（玲子）
- 萊姆色戰奇譚（佐天）
- 秀逗美眉（嗶太）

2004年
- 今日大魔王!（澁谷有利（幼年時期））
- KURAU Phantom Memory（嬰兒）
- 攻殻機動隊 S.A.C. 2nd GIG（德古沙的女兒）
- 怪俠佐羅利（瑪妮）
- 校園迷糊大王（皮奧托爾）

2005年
- 今日大魔王! 第二季（澁谷有利（幼年時期））
- 雪之女王（莉莉）

2006年
- 鍵姫物語 永久アリス輪舞曲（日语：鍵姬姫物語 永久愛麗斯輪舞曲）（雙胞胎的愛麗斯）
- Code Geass 反叛的魯路修（皇神樂耶）
- NANA（上原美里）
- 暮蟬悲鳴時（北條沙都子）
- 小心啊公主（伊摩大臣）
- 名偵探柯南（船本透司）
- 怪醫黑傑克21（瑪莉）
- 怪醫美女RAY（穗香）

2007年
- 暮蟬悲鳴時解（北條沙都子）
- 藍蘭島漂流記（小鏡）
- 悲慘世界 少女珂賽特（桑布莉絲修女、杜桑太太）

2008年
- 今日大魔王! 第三季（澁谷有利（幼年時期））
- Code Geass 反叛的魯路修 R2（皇神樂耶）

2010年
- 神奇寶貝鑽石&珍珠（小智的月桂葉）
- 哆啦A夢(水田山葵版)（阿裕）

2011年
- 神奇寶貝超級願望（小次郎的哭哭面具、艾莉絲的導電飛鼠）
- 這樣算是殭屍嗎？（妄想優）
- 新獵人（磊露特）

2012年
- 花牌情緣（金井櫻）
- 戰國鬼才傳（阿國）

2013年
- 超次元戰記 戰機少女（伊斯多瓦露）

2014年
- 生存遊戲社（羽黑露世理亞）
- 我，要成為雙馬尾（罪惡蚯蚓）
- 妖怪手錶（阿銀）

2015年
- The Rolling Girls（羽原亞紀）
- 神奇寶貝XY（柚麗嘉，代配第86-100集）

2016年
- 精靈寶可夢 太陽&月亮（馬瑪內的托戈德瑪爾、穿著熊[2]、胖丁）

2017年
- 精靈寶可夢 太陽&月亮（泥驢仔）
- KiraKira☆光之美少女 A La Mode（佩科琳[3]）

2018年
- 愛在雨過天晴時（久保佳代子）
- 鬼太郎第六期（持有操夢鈴鐺的女孩）
- HUG！光之美少女（佩科琳）36~37集

2019年
- 不愉快的妖怪庵 續（黃豆粉）
- 明治東京戀伽（叔母）
- 傀儡馬戲團（蒂瑪迪娜[4]）
- 哆啦A夢（夏咪）

2020年
- 寶可夢 旅途（托戈德瑪爾、小智的月桂葉）
- 暮蟬悲鳴時業（北條沙都子）

2021年
- 寶可夢 旅途（艾莉絲的電飛鼠）
- 暮蟬悲鳴時卒（北條沙都子）
- D_CIDE TRAUMEREI THE ANIMATION（或斗的母親）

2022年
- 終末的後宮（少女）
- 數碼寶貝幽靈遊戲（不實獸）

2025年
- 野生的大魔王出現了！（帕德嫩[5]）

### OVA
- （片桐美香）
- 究極超人（西園寺えりか）
- 宇宙戰艦山本洋子（
- 誕生 ～Debut～（田中久美）
- （青葉姬）
- 暮蟬悲鳴時禮（北條沙都子）
- 暮蟬悲鳴時煌（北條沙都子）
- 萬能文化貓娘（吉原詠美）
- 無責任艦長各作品（ユーミ、エミィ）
- 系列
- （椎名繭）
- GOLDEN BOY（知繪）

### 剧场動畫
2017年
- 光之美少女 Dream Stars!（佩科琳）

2019年
- 光之美少女 Miracle Universe（佩科琳）

### 特攝
- 獸電戰隊強龍者（デーボ・キャワイーン）

### 遊戲
- EVE burst error（柴田茜）
- EVE ZERO（柴田茜）
- Guardian Recall（天城美由紀）
- （片桐美香）
- GALAXY ANGEL系列（香草·亞修）
  - GALAXY ANGEL～Moonlit Lovers～
  - GALAXY ANGEL～Eternal Lovers～
  - GALAXY ANGEL EX
- （香草·亞修）
- 光明騎士III（アネット・バーンズ）
- 遊戲天國系列（セリア）
- 櫻花大戰系列（シー・カプリス）
  - 櫻花大戰3
  - 櫻花大戰4
  - 櫻花大戰物語
- 超級機器人大戰系列（蒂法·安迪爾、貴家澪）
- 幻想傳奇（アーチェ・クライン）
- 永恆傳奇（アーチェ・クライン）
- 同級生2（永島久美子）
- （北条沙都子）
- （神樂姬子）
- 銀河少女警察系列（ヴァネッサ）
- 悠久幻想曲（テディ）
- 夢幻模擬戰III（ティアリス）
- Missing Blue（美角唯芽）
- 信賴鈴音 ～蕭邦之夢～（Salsa）
- 任天堂明星大亂鬥系列（胖丁、穿著熊）
- 神奇寶貝系列（胖丁、穿著熊）

### CD
- 封魔少年（御上奏）

## 外部連結
- Yahoo!JAPAN所提供的官方資料